# Fields of Gold: The Best of Sting 1984–1994
Fields of Gold: The Best of Sting 1984–1994 – kompilacja największych przebojów Stinga z okresu kariery solowej muzyka w latach 1984–1994. Album został wydany w 1994 roku i zawiera dwa nowe utwory artysty: "When We Dance" i "This Cowboy Song".
W Polsce składanka osiągnęła status złotej płyty.

## Lista utworów

### Edycja międzynarodowa
1. When We Dance – 5:59
2. If You Love Somebody Set Them Free – 4:15
3. Fields of Gold – 3:39
4. All This Time – 4:55
5. Englishman in New York – 4:27
6. Mad About You - 3:54
7. It's Probably Me - 5:10
8. They Dance Alone (Cueca Solo) – 7:10
9. If I Ever Lose My Faith in You – 4:31
10. Fragile – 3:53
11. We'll Be Together – 3:51
12. Moon Over Bourbon Street - 4:00
13. Love Is the Seventh Wave - 3:32
14. Russians – 3:58
15. Why Should I Cry for You – 4:50
16. This Cowboy Song – 5:00
17. Fragilidad - 	3:51

### Edycja amerykańska
1. "When We Dance" – 5:59
2. "If You Love Somebody Set Them Free" – 4:15
3. "Fields of Gold" – 3:39
4. "All This Time" – 4:55
5. "Fortress Around Your Heart" – 4:35
6. "Be Still My Beating Heart" – 5:32
7. "They Dance Alone (Cueca Solo)" – 7:10
8. "If I Ever Lose My Faith in You" – 4:31
9. "Fragile" – 3:53
10. "Why Should I Cry for You?" – 4:50
11. "Englishman in New York" – 4:27
12. "We'll Be Together" – 3:51
13. "Russians" – 3:58
14. "This Cowboy Song" – 5:00

## Notowania
| Lista (1994)              | Pozycja na liście |
| ------------------------- | ----------------- |
| Australian Albums Chart   | 20                |
| Austrian Albums Chart     | 7                 |
| Canadian Albums Chart     | 14                |
| Dutch Albums Chart        | 5                 |
| European Albums Chart     | 2                 |
| French Compilations Chart | 4                 |
| German Albums Chart       | 4                 |
| Irish Albums Chart        | 4                 |
| Italian Albums Chart      | 1                 |
| New Zealand Albums Chart  | 5                 |
| Portuguese Albums Chart   | 5                 |
| Swedish Albums Chart      | 5                 |
| Swiss Albums Chart        | 5                 |
| UK Albums Chart           | 2                 |

| Lista (1995)                    | Pozycja na liście |
| ------------------------------- | ----------------- |
| Belgian (Flanders) Albums Chart | 17                |
| Belgian (Wallonia) Albums Chart | 15                |
| Norwegian Albums Chart          | 5                 |